# کوراوغلو (اپرا)

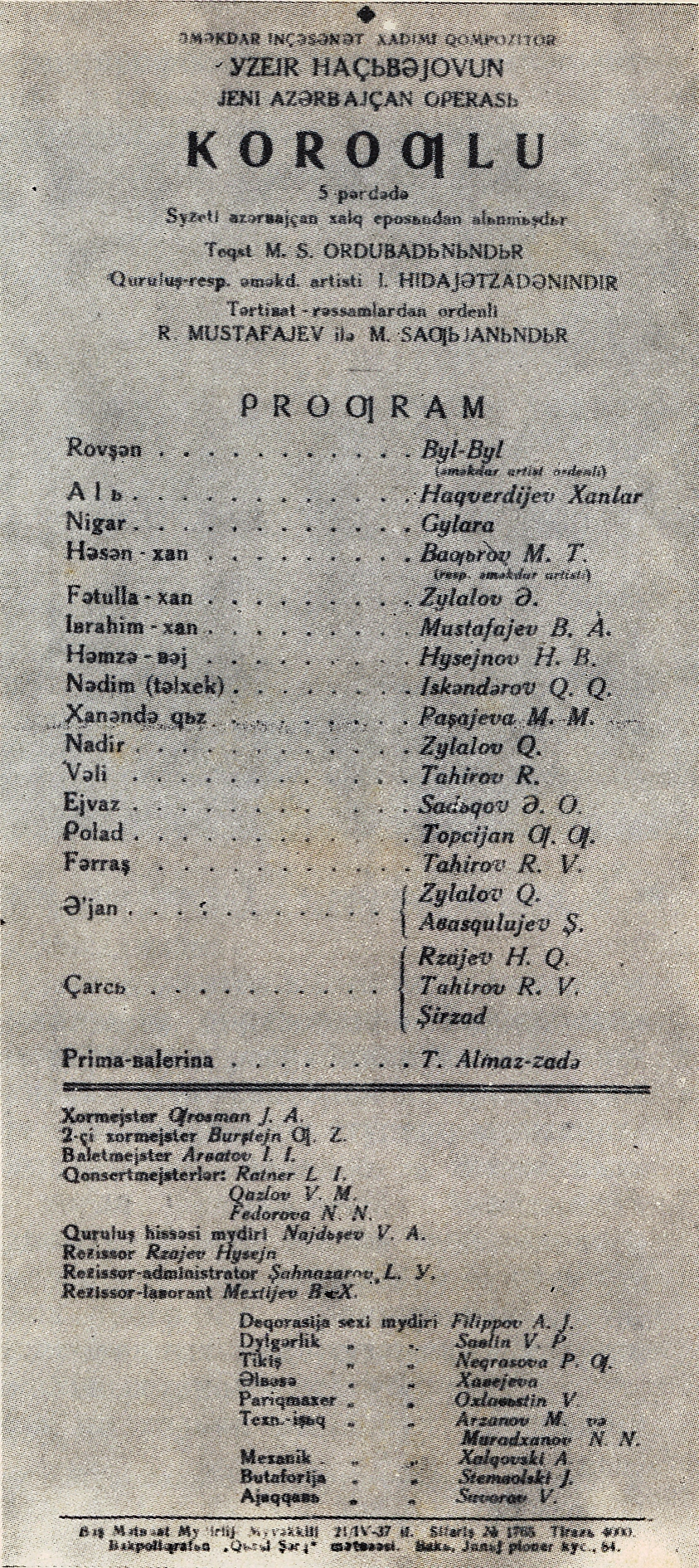
برنامه اولین نمایش کوراوغلو در سال ۱۹۳۷

کوراوغلو (به ترکی آذربایجانی: Koroğlu) اپرایی است در ۵ پرده که توسط عزیر حاجی‌بیگف موسیقیدان نامدار آذربایجانی ساخته شده‌است. اشعار این اپرا توسط محمد سعید اردوبادی نوشته‌شده‌است.
این اپرا در سال ۱۹۳۸ با نمایش در جشنواره «دههٔ هنرهای آذربایجان» در مسکو مورد توجه قرار گرفت که در آن اجرا استالین نیز حضور داشت.
این اپرا برپایه داستان حماسی کوراوغلو است که چندین نسل توسط عاشیق‌ها سینه‌به‌سینه نقل شده‌است.

## جوایز

تمبر پستی اتحاد جماهیر شوروی اختصاص یافته به اپرای کوراوغلو (۱۹۶۶)

حاجی‌بیگف برای نوشتن این اپرا جایزه لنین (۱۹۳۸)، جایزه استالین (۱۹۴۸) و هنرمند خلق اتحاد جماهیر شوروی (۱۹۴۱) را دریافت کرد.

## اُپرای کوراغلو در یوتیوب
- بخش نخست
- بخش دوم
- بخش سوم
- بخش چهارم
- اوورتور (درآمد) اُپرا با اجرای نیازی